# Papatlarillo
Papatlarillo är en ort i Mexiko.   Den ligger i kommunen Tihuatlán och delstaten Veracruz, i den sydöstra delen av landet, 210 km nordost om huvudstaden Mexico City. Papatlarillo ligger 82 meter över havet och antalet invånare är 376.
Terrängen runt Papatlarillo är huvudsakligen platt, men åt sydväst är den kuperad. Runt Papatlarillo är det ganska tätbefolkat, med 108 invånare per kvadratkilometer. Närmaste större samhälle är Poza Rica de Hidalgo, 16,1 km sydost om Papatlarillo. Omgivningarna runt Papatlarillo är en mosaik av jordbruksmark och naturlig växtlighet.